# 한국등산연합회
한국등산연합회는 산악단체(산악회)의 등산 활동을 효율적으로 지도·지원하여 선진 등산문화를 보급·정착에 기여할 목적으로 2004년 11월 8일 설립 허가된 대한민국 산림청 소관의 사단법인이다. 사무실은 서울특별시 강서구 화곡본동 71-4, 대한빌딩 5층 501호에 있다.

## 주요 사업
- 국내외 산악단체와 교류 및 협력사업
- 등산 장려 및 보급에 필요한 사업